# Synagogue chorale de Bucarest
La synagogue chorale de Bucarest (en roumain : Templul Coral), située 9 strada Sf. Vineri (vendredi Saint), sector 3 (Bucarest), est la plus grande synagogue de Bucarest, en Roumanie. Construite en 1864-1866, elle a été rénovée en 1932 et 1945. 
Le bâtiment est inscrit en 2004 sur la liste des monuments historiques de Bucarest, sous la référence B-II-mA-19672.

## Historique de la synagogue
La construction de la synagogue est due à l'initiative d'Isaac Leib Weinberg, un Juif polonais installé à Bucarest, et l'un des responsables de la Comunitatea Cultului Israelit Modern (Communauté cultuelle israélite moderne) de Bucarest. Il propose la construction d'une synagogue importante et impressionnante, comme l'ont fait les communautés juives d'autres grandes villes européennes telles que Vienne, Dresde ou Paris. La synagogue chorale est une réplique de la synagogue de la Tempelgasse de Vienne, connue aussi sous le nom de temple du quartier Léopolstadt, construite en 1855-1858 selon les plans de l'architecte autrichien Ludwig Förster.      
La communauté juive achète le 27 avril 1857 un terrain dans Mahalaua Stelei (quartier de l'Étoile), pour la somme de 2 400 ducats or. La même année, un premier projet prévoyant une construction de style gothique est présenté. Les plans de la synagogue font alors l'objet d'un conflit entre la partie orthodoxe de la communauté, dirigée par le grand-rabbin Meir Leibuş Malbim, et la partie progressiste de la communauté avec à sa tête le Dr. Iuliu Barasch, médecin et philosophe, originaire de Galicie.
Les travaux effectifs ne commenceront qu'en 1864, à l'initiative de l'Asociației pentru Construirea (Association de construction du temple), dirigée par Iacob Loebel, président de la Banque ottomane à Bucarest. Les plans sont réalisés par les architectes viennois I. Enderle et Gustav Freiwald. Le bâtiment sera construit en style byzantin-mauresque. La première pierre est posée le 21 juillet 1864. Les travaux vont durer jusqu'au début 1866, date à laquelle sont commandés à Budapest, les rouleaux de Torah et les autres objets liturgiques nécessaires au culte. 
L'inauguration est reportée en raison d'un incendie dans le bâtiment déclenché par les nationalistes roumains qui protestent contre l'octroi de la nationalité roumaine aux Juifs et qui doit faire partie de la constitution de 1866. Après d'âpres négociations du 18 au 30 juin 1866, le gouvernement décide de retirer le projet d'article de la constitution sur l'intégration des Juifs. L'architecte Burelli estime les dommages causés par l'incendie à 209 369 lei. Les réparations sont effectuées grâce à des dons et à l'argent versé par le prince-souverain Carol Ier.   

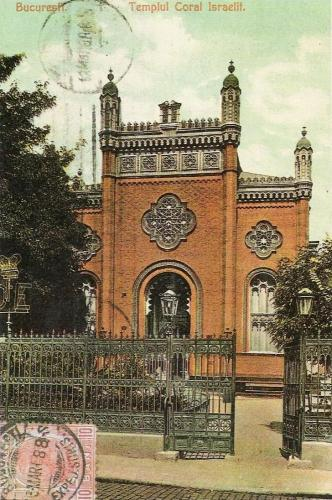
La synagogue à la fin du XIXe siècle d'après une carte postale colorisée.

Après sa rénovation, la synagogue est inaugurée le 6 juillet 1867 par le rabbin réformiste Antoine Levy, en présence de représentants du gouvernement et de diplomates étrangers. 
La synagogue va subir plusieurs interventions de restauration qui vont modifier son aspect architectural initial. En 1892, des contreforts sont ajoutés à l'extérieur et à l'intérieur un deuxième niveau de galerie est construit. En 1932, des travaux d'agrandissement sont réalisés par les ingénieurs C.I. Flachs et Maximilian Marcus selon les plans des architectes Iuliu Leoneanu et Grigore Hirs: une nouvelle aile accueille au rez-de-chaussée une salle de conférence et une salle de festivité, et à l'étage, un musée, les archives et une bibliothèque. Toujours dans les années 1932-1934, un escalier supplémentaire est construit pour desservir la galerie du premier étage, le système de chauffage central est changé et un certain nombre de décorations dégradées sont remplacées.
Ébranlé par le séisme du 10 novembre 1940, la synagogue est dévastée par les légionnaires de la Garde de fer en janvier 1941, nécessitant après la Seconde Guerre mondiale d'importants travaux de réparation et de renforcement. 
Le bâtiment est entièrement rénové en 1945, sous la coordination de Iuliu Leoneanu, mais avec des matériaux plus modestes.
Depuis 2007, de nouveaux travaux de conservation, de restauration et de consolidation sont effectués selon les plans établis par l'architecte Nicolae Vlădescu et par les ingénieurs Tiberiu Popp et Fl. Păune. Ils consistent principalement à renforcer les fondations en injectant du béton armé, à consolider le plancher, à boucher les fissures, à refaire l'étanchéité du toit, à restaurer tous les éléments décoratifs et le mobilier. 
Dans la liste des synagogues de Roumanie publiée en 2008 par la Fédération des communautés juives de Roumanie dans Seventy years of existence. Six hundred years of Jewish life in Romania. Forty years of partnership FEDROM – JOINT (Soixante-dix ans d'existence. Six cents ans de vie juive en Roumanie. Quarante ans de partenariat FEDROM-JOINT), la synagogue chorale de Bucarest est répertoriée comme en une synagogue en service.   
La synagogue chorale accueille toujours les offices religieux et est une des synagogues les plus fréquentées de Bucarest et de Roumanie. En face du bâtiment a été placé un monument en forme de Menorah (chandelier à 7 branches), à la mémoire des victimes de la Shoah. 
La synagogue a été visitée par le métropolite de l'Église orthodoxe roumaine, Patriarche Justinian de Roumanie (en), et par de nombreux dirigeants juifs du monde entier tels que le banquier philanthrope anglais Moïse Montefiore, les leaders sionistes Menahem Ussishkin et Vladimir Jabotinsky, les responsables israéliens Golda Meir, Menahem Begin, Yitzhak Shamir, Shimon Peres et Yitzhak Rabin, ainsi que les grands-rabbins d'Israël Shlomo Goren et Yisrael Meir Lau, etc.

## Architecture de la synagogue
La synagogue est un bâtiment de trois niveaux sur un sous-sol de 47 m² utilisé pour la chaufferie. La superficie construite est de 647 m². L'édifice a une longueur de 32 m par une largeur de 14 m et une hauteur de 32 m.  
Sa façade  est divisée en trois parties avec la partie centrale en avancée. Elle est et revêtue de briques de deux couleurs, beige et rouges. Le portail d'entrée de type mauresque est à arc plein cintre dentelé. Sur la partie centrale, l'entablement est orné de cinq rosettes. Au-dessus, la corniche richement décorée, surmontée en son centre les Tables de la Loi, est terminée en ses coins par six tourelles octogonales comportant chacune huit baies aveugles à arc plein cintre, séparées par de petites colonnettes. Chaque tourelle est recouverte d'un dôme hémisphérique surmonté d'une petite sphère. 
L'intérieur est divisé en trois nefs: la nef centrale de très grande hauteur, possède une voûte en berceau peinte de motifs géométriques et est séparée des nefs latérales par des arcades dont les piliers soutiennent les deux étages de galeries réservées aux femmes. La galerie du premier étage est parfaitement intégrée à l'ensemble, tandis que l'on peut constater, malgré tout l'art des architectes, que la galerie du second provient d'un ajout ultérieur.
En raison du petit nombre de fidèles participant aux offices du chabbat, ceux-ci se déroulent dans une petite salle annexe, la grande salle étant réservée aux périodes de fêtes. 

## Galerie photos

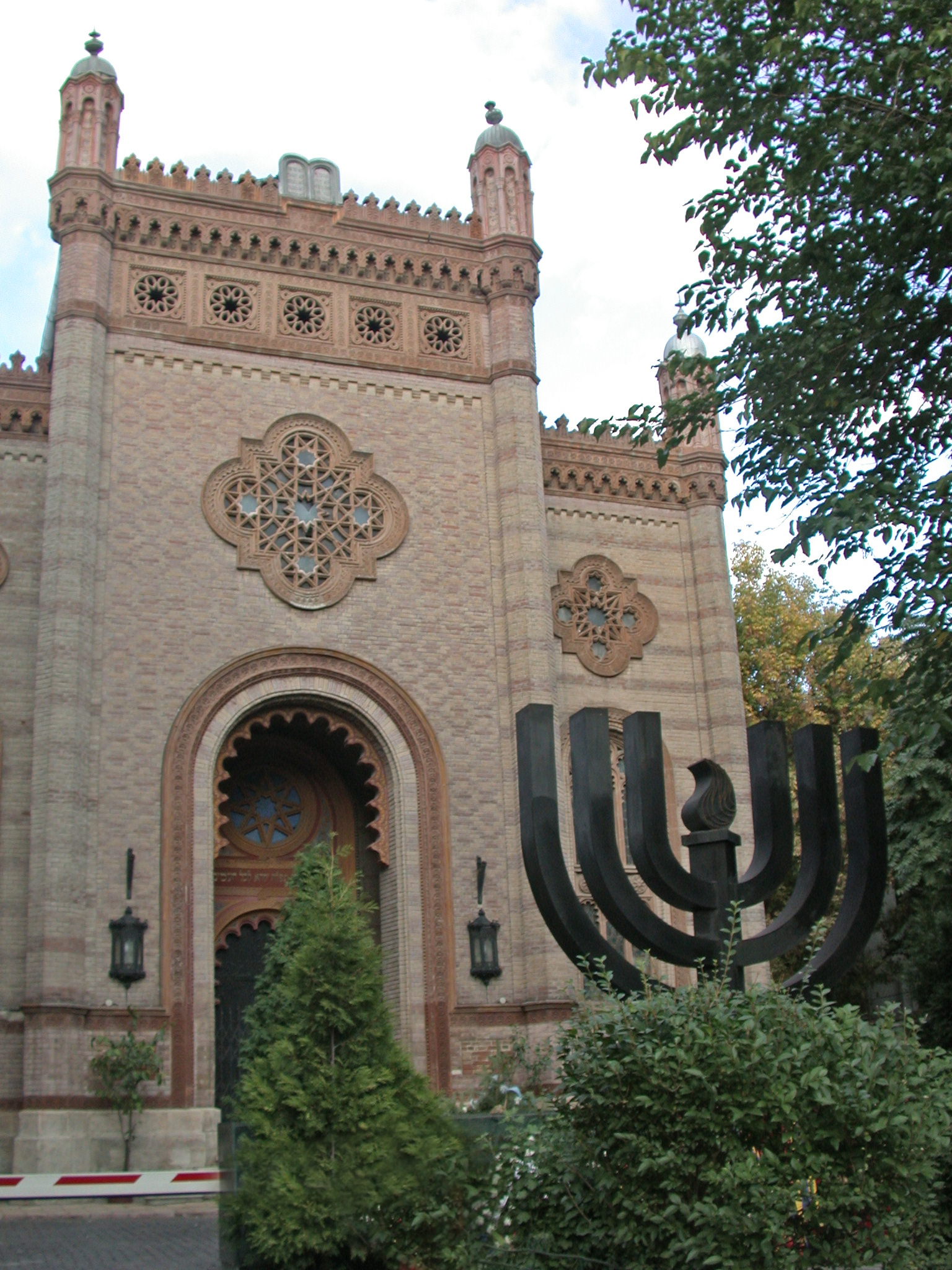
La synagogue chorale avec devant le monument aux morts de la Shoah.
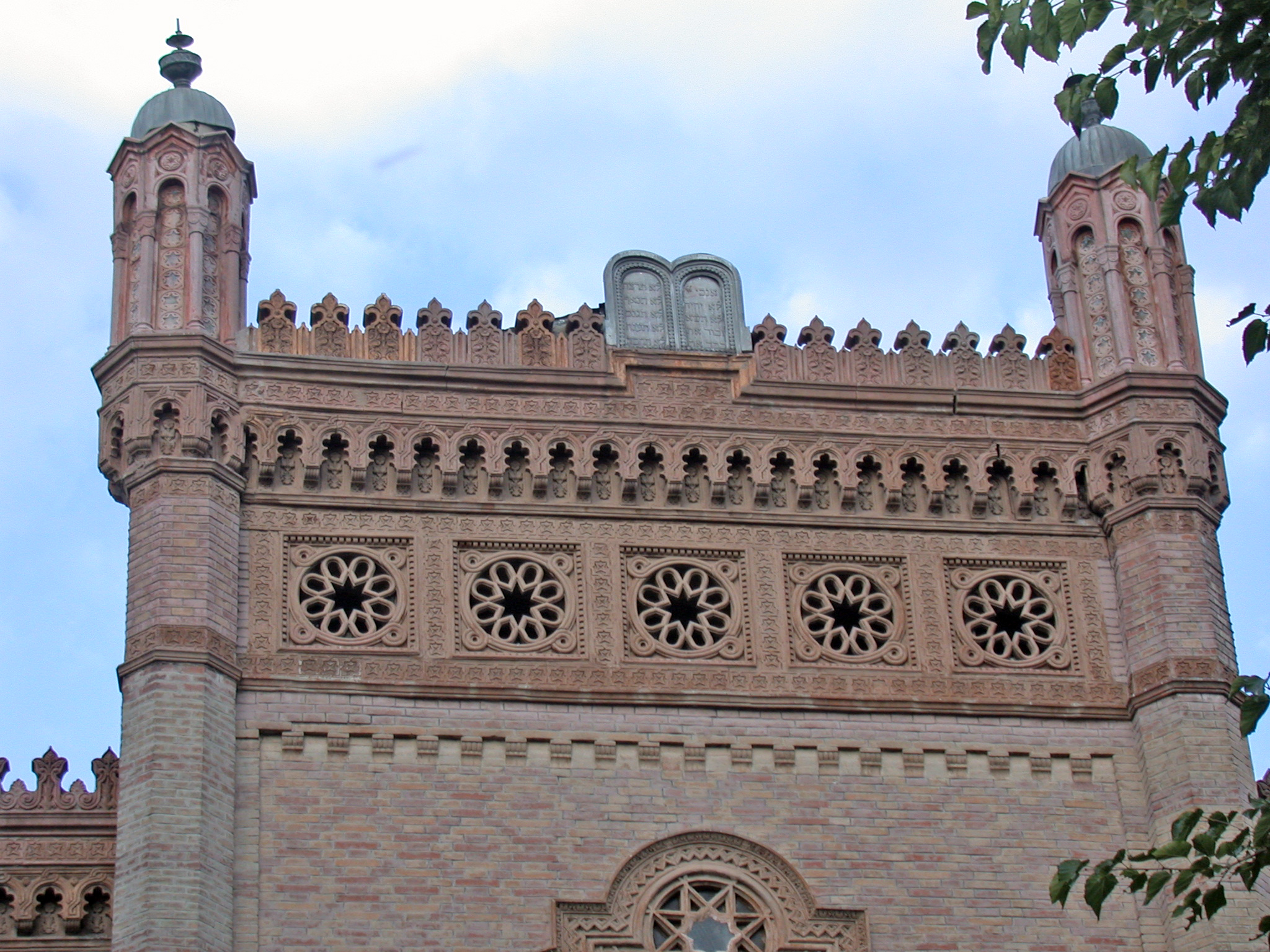
L'attique sur la façade principale.
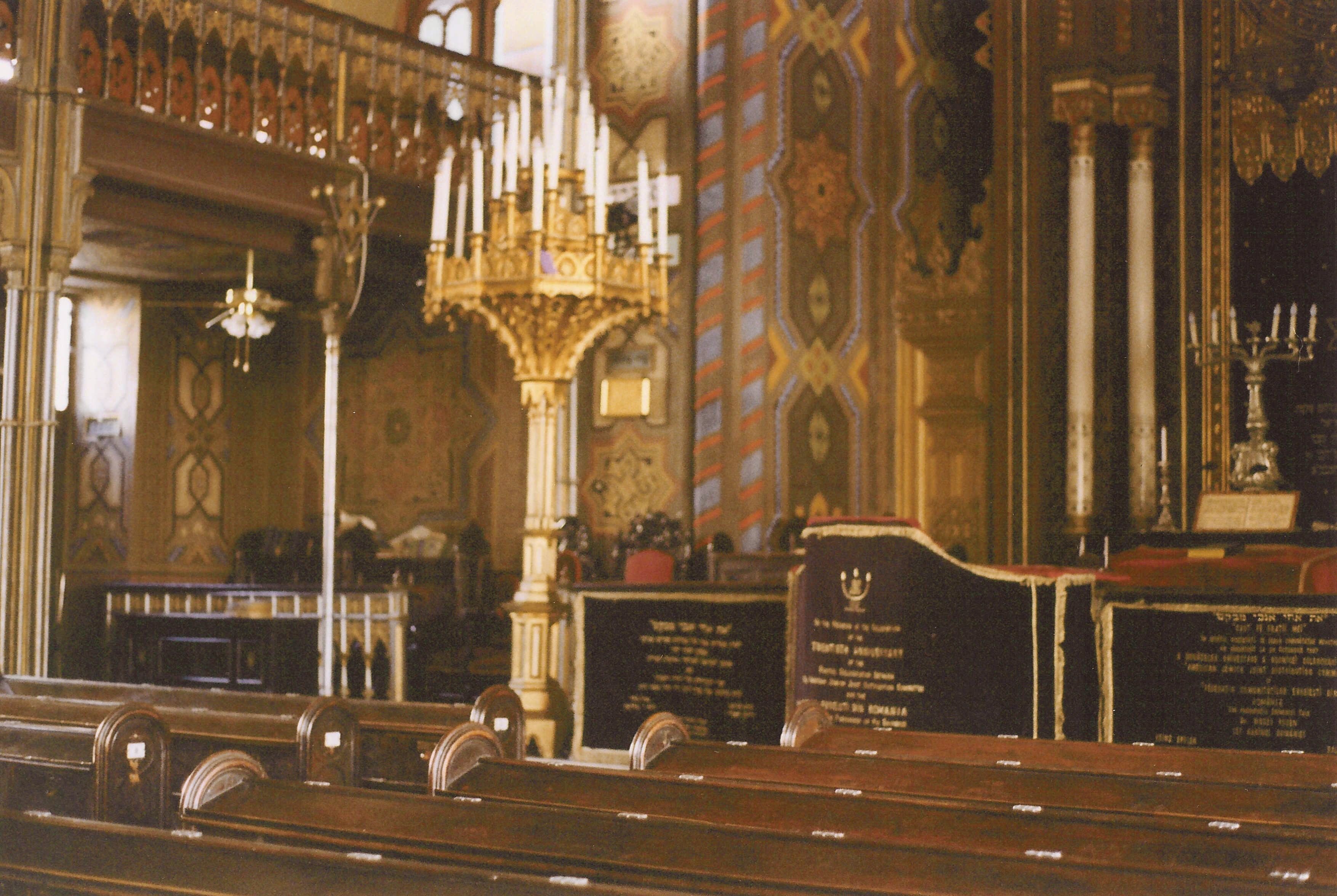
Salle principale de prière.
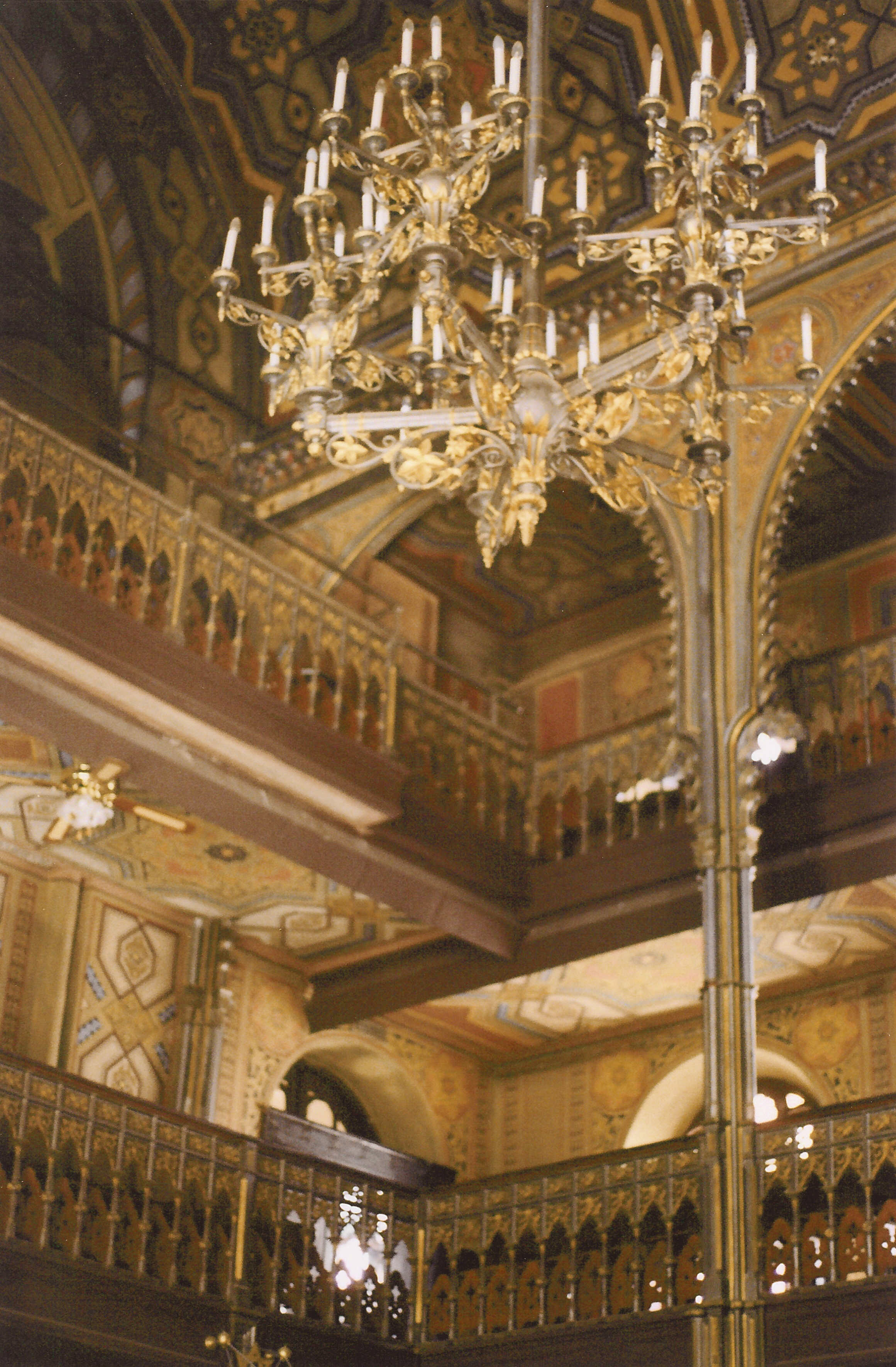
Salle principale de prière.
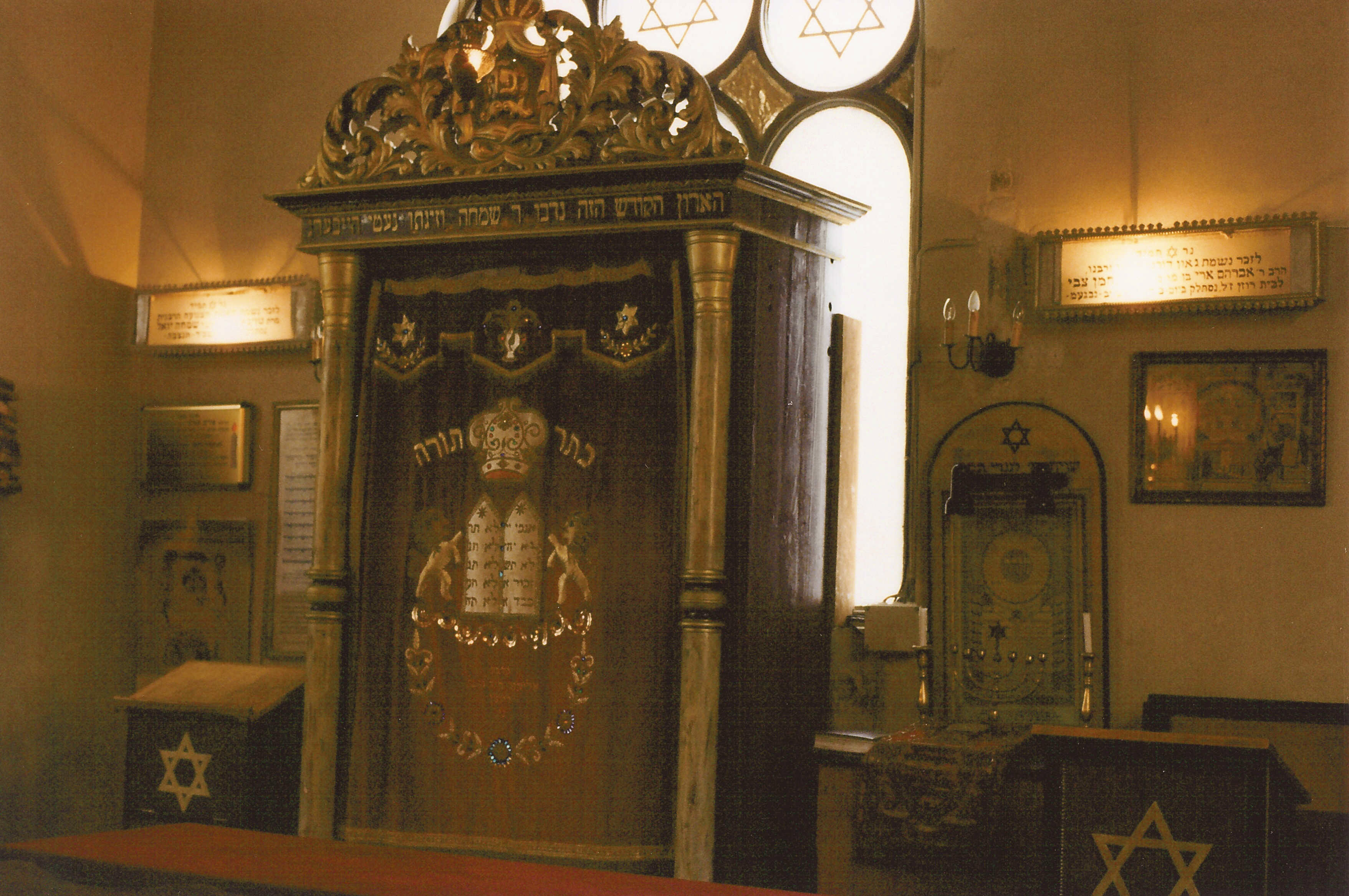
Arche Sainte de la petite salle de prière.